# Стрют (Нижний Рейн)
Стрют (фр. Struth) — коммуна на северо-востоке Франции в регионе Гранд-Эст (бывший Эльзас — Шампань — Арденны — Лотарингия), департамент Нижний Рейн, округ Саверн, кантон Ингвиллер. До марта 2015 года коммуна административно входила в состав упразднённого кантона Ла-Птит-Пьер (округ Саверн).
Площадь коммуны — 4,12 км², население — 220 человек (2006) с тенденцией к росту: 253 человека (2013), плотность населения — 61,4 чел/км².

## Население
Население коммуны в 2011 году составляло 249 человек, в 2012 году — 255 человек, а в 2013-м — 253 человека.
| 1962 | 1968 | 1975 | 1982 | 1990 | 1999 | 2006 | 2008 | 2011 | 2012 | 2013 |
| ---- | ---- | ---- | ---- | ---- | ---- | ---- | ---- | ---- | ---- | ---- |
| 261  | 233  | 213  | 192  | 204  | 221  | 220  | 229  | 249  | 255  | 253  |

Динамика населения:

## Экономика
В 2010 году из 171 человек трудоспособного возраста (от 15 до 64 лет) 119 были экономически активными, 52 — неактивными (показатель активности 69,6 %, в 1999 году — 68,6 %). Из 119 активных трудоспособных жителей работало 111 человек (66 мужчин и 45 женщин), 8 числились безработными (трое мужчин и пять женщин). Среди 52 трудоспособных неактивных граждан 9 были учениками либо студентами, 20 — пенсионерами, а ещё 23 — были неактивны в силу других причин.

## Достопримечательности (фотогалерея)
- Синагога